# Hérnia lombar
Hernia lombar é o deslocamento de conteúdo intraperitonial ou extraperitonial (parte de um órgão abdominal) através da parede lombar dorsal. Geralmente envolve a protusão do intestino e pode ser assintomático, só sendo problemático quando ocorre estrangulamento do órgão resultando em isquemia e necrose. O sintoma mais comum é dor e inchaço lombar e quando envolve problema na circulação sanguínea ou perfuração do órgão deve ser tratado cirurgicamente.

## Tipos
Existem vários tipos:
- Hérnia lombar inferior ou de Petit: Quando o intestino atravessa o triângulo de Petit, entre músculo abdômen oblíquo maior, crista ilíaca e músculo latíssimo dorsal.
- Hérnia lombar superior ou de Grynfelt: Atravessando o triângulo de Grynfeltt, abaixo da última costela, entre oblíquo menor e músculos espinhais. Mais frequente que a de Petit.
- Hérnia de Richter: Atravessando a parede lateral do intestino. Pode envolver estrangulamento intestinal, perfuração e falta de sangue (isquemia) sem causar obstrução intestinal ou qualquer de seus sinais de alerta.
- Hérnia de parede lateral ou de Spiegel: Resultado de um defeito da parede abdominal, o intestino atravessa a aponeurose spigeliana, entre a linha semilunar (transição do músculo para a aponeurose no músculo transverso abdominal) e a borda lateral do músculo reto abdominal. [3]

## Causas
O enfraquecimento da fáscia que contêm os órgãos pode ser causado por aumento da pressão intra-abdominal e pode ser favorecido por genética ou por fatores congênitos (desenvolvimento intra-uterino). Outras causas incluem trauma físico (golpe), abcessos (acúmulo de líquidos) e/ou cirurgias no local. 

## Diagnóstico
O diagnóstico é clínico. A herniação, em caso de dúvida, pode ser identificada com tomografia computadorizada ou ultrassonografia.

## Tratamento
Apenas hérnias debilitantes ou estranguladas precisam de tratamento. Cirurgias minimamente invasivas são a melhor opção em casos leves ou moderados, por diminuir os riscos de infecções, melhor recuperação e menor cicatriz. Cirurgias mais amplas devem ser restritas a re-incidências e casos graves.